# Holoneurus altifilus
Holoneurus altifilus är en tvåvingeart som först beskrevs av Ephraim Porter Felt 1907.  Holoneurus altifilus ingår i släktet Holoneurus och familjen gallmyggor.
Artens utbredningsområde är New York. Inga underarter finns listade i Catalogue of Life.